# .17 Hornet

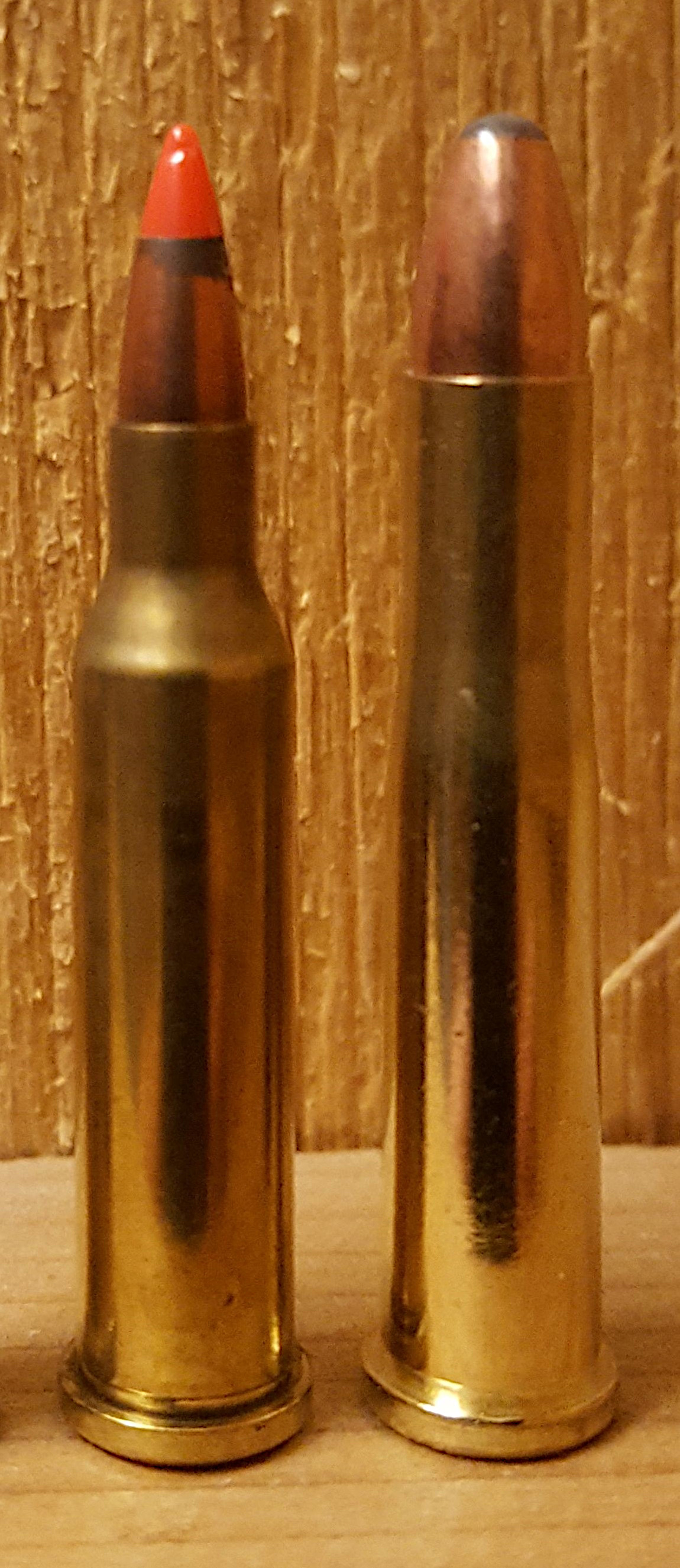
O .17 Hornet (esq.) e seu "estojo pai" o .22 Hornet.

O .17 Hornet é um cartucho de fogo central para rifle em forma de "garrafa" no calibre .17 originalmente oferecido como um "cartucho wildcat" desenvolvido por P.O. Ackley no início da década de 1950. 

## Características
Ackley criou esse "cartucho wildcat" simplesmente acentuando o "ombro" quase imperceptível do .22 Hornet, reduzindo seu "pescoço" para .17 polegadas e usando a técnica de "fire forming" para a formatação final dos estojos em seu novo design de câmara.
O resultado desse processo foi um cartucho pequeno e silencioso, capaz de alta velocidade. Ackley o menciona como um dos cartuchos de 0,17 mais equilibrados de sua época; provavelmente, isso ainda é verdade.
Sessenta anos depois, a Hornady Manufacturing Company (de Grand Island, Nebraska, EUA) transformou a ideia de Ackley em um produto comercial com um cartucho semelhante; o .17 Hornady Hornet usa um projétil "Superformance V-max" de 20 grãos (1,30 gramas) com velocidade publicada de 3.650 ft/s (1.113 m/s).

## Dimensões

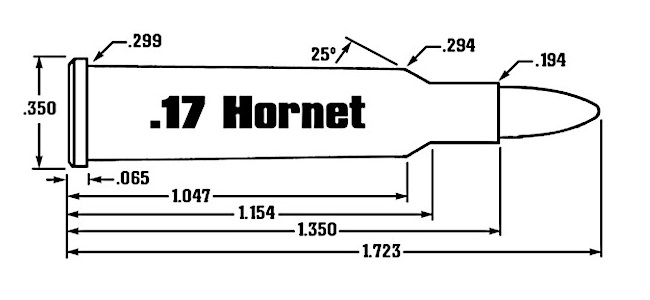